# Jodocus Willich

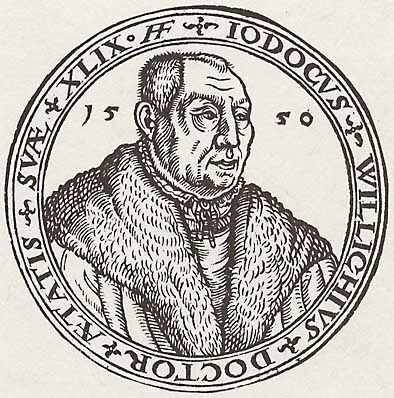
Jodocus Willich, Porträt von Frantz Friderich aus dem Jahr 1550

Jodocus Willich (eigentlich Wilcke; * 1501 in Rößel; † 12. November 1552 in Halle (Saale)) war ein deutscher Arzt, Philologe und Universalgelehrter aus Ostpreußen. Die Schreibweise seines Namens variiert: Jodocus Willichius (latinisiert); Iodocus Willichius; Iodocus Vuillichius; Wild; Jose Willich; Willichius Resellius; Willichius Resellianus.

## Leben

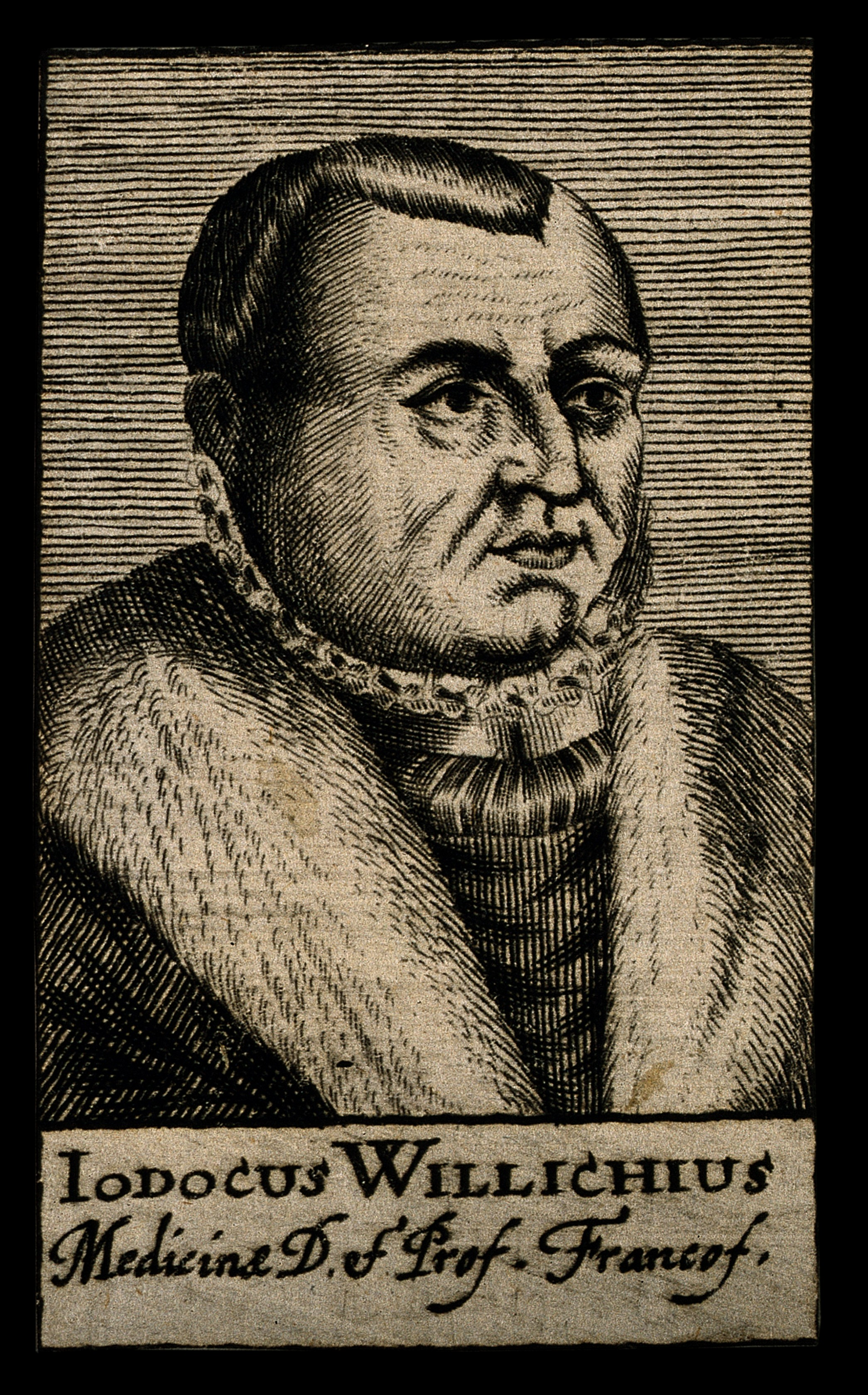
Jodocus Willich, Porträt von 1688

Nach seinem Studium an der Universität Frankfurt an der Oder, wo er sich als 15-jähriger immatrikulierte, erwarb er bereits im Jahr 1517 den akademischen Grad eines Baccalaureus. Im Jahr 1522 machte er seinen Magister. Zwei Jahre darauf übernahm Willich seine erste Frankfurter Professur und wurde zum Rektor gewählt. In den Jahren 1528 und 1532 war er der Dekan der Artisten.
Als einer der großen Renaissancegelehrten wurde der bedeutende Polyhistor zum Bannerträger der Universität in jener Zeit. Der Freund Philipp Melanchthons war ein berühmter Arzt und Sprachförderer. Er schuf um sich die erste gelehrte Gesellschaft in der Oderstadt. Auch gilt er als Gründer der ersten bürgerlichen Musiziergemeinschaft Deutschlands („convivium musicum“), in der sich zwölf Personen mit weltlicher Musik und der Diskussion musikalischer Fragen ab 1535 beschäftigten.
Auf Jodocus Willich gehen auch die Bezeichnungen Viadrus für den Oderfluss (direkt) und Viadrina für die Frankfurter Universität (indirekt) zurück. Willich übernahm die unscharfe Bezeichnung Viadus für einen nicht genauer definierten Ostseezufluss von dem alexandrinischen Kartografen Claudius Ptolemäus und übertrug sie auf die Oder. Im Jahr 1543 erschien erstmals für ein Druckerzeugnis statt des Druckortes Frankfurt an der Oder die Bezeichnung „Francofordii cis Viadrum“. Ab 1549 verließen immer mehr Druckerzeugnisse mit dem Vermerk „Francoforti ad Viadrum“ die örtliche Druckerpresse. Erst ab dem 17. Jahrhundert wurde der Name „Viadrina“ zum lateinischen Schmucknamen der Universität.
Auf Vermittlung von Jodocus Willich kam die Komödie Studentes aus der Feder seines Studenten Christoph Stummel im Jahr 1549 bei dem neu eingestellten Universitätsdrucker Johann Eichorn in Druck. Das Drama gilt als erste Studentenkomödie der Literaturgeschichte.
Am 12. November 1552 erlitt Willich bei einem Morgenspaziergang einen Schlaganfall und starb. Die Leiche wurde sogleich nach Frankfurt überführt und bereits am 14. November in der Marienkirche beigesetzt.

## Familie
Jodocus Willich war mit Regina, der Tochter des Frankfurter Bürgermeisters Hieronymus Jobst, verheiratet. Mit ihr hatte er drei Söhne und eine Tochter.

## Schriften
- 1530 Orthographiae Institutiones (Google Books)
- 1538 Physiognomonica Aristotelis latina. Facta a J. Willichio Rosellan
- 1539 Commentaria In Artem Poeticam Horatii
- 1540 Commentarius in quatuor Georgicorum libros Virgilii
- 1540 De prodigiosa Maximi imperatoris voracitate & ingluvie disputatio
- 1540 Erofema matum Dialectices libri tres
- 1540 Liber De Pronvnciatione [pronunciatione] Rhetorica doctus & elegans
- 1540 Arithmeticæ libri tres
- 1541 Cathechismi Corpus
- 1542 Brevis et familiaris in Epistolam Pauli ad Titum expositio
- 1542 Erotematum Dialectices libri tres
- 1542 Commentaria … in utram(que) ad Timotheum Pauli Epistolam
- 1543 De Salinis Cracovianis observatio
- 1543 Problemata De Ebriorvm affectionibus & moribus. Iodoco Willichio authore. Francofordii cis Viadrum Ioannes Hanaw excudebat. (Digitalisat)
- 1544 De agricolarum instrumentis
- 1544 Scholia in Georgicorum P. Vergilii Maronis Lib. IIII. Doctißima
- 1546 In Haggaeum Prophetam doctissima Commentaria
- 1548 Bucolica, opuscula de re hortensi et epigrammata ethica
- 1549 Stvdentes, comoedia de vita studiosorum, nunc primum in lucem edita autore M. Christophoro Stummelio, F. Eiusdem carmen de iudicio Paridis. Addita est Praefatio Jodoci Willichii et Epilogus a M. Christophoro Cornero. Francoforti ad Viadrum in officina Joannis Eichorn anno MDXLIX. (Digitalisat.)
- 1550 Wie man denen helffen sol, welche mit der pestilentzische gifft begriffen seind. Durch Doctorem Jodocum Willichium von Resell. Gedruckt zu Franckfort an der Oder durch Johann Eichorn. M.D.L. (Digitalisat)
- 1550 Wie man sich in einer stadt fuer der Pestilentz behueten sol vnd moechte/ ein kurtz vnd seer nuetzlich vnderrichtung. (Digitalisate)
- 1550 Vonn der Pestilentz ein nuetzlich Regiment auff diese zeit gestellet (Digitalisat, Google Books)
- 1550 Experimenta P. Virgilii Explicatio
- 1550 Quaestiones De Pronunciatione rhetorica: In Usum Studiosae Iuventutis Propositae
- 1550 Experimenta P. Virgilii Maronis
- 1550 In Abdiam Commentaria Rhetoricorum [rhetoricorum] More Conscripta
- 1551 Totius Catecheseos Christianae Expositio (Google Books)
- 1551 In Cornelii Taciti Eqvitis Romani Germaniam Commentaria. Francoforti ad Viadrum per Iohann Eichorn (Digitalisat)
- 1551 Chronologia in Aeneida Virgilii, etc
- 1551 De formando studio in quolibet artium et sacrarum et profanarum genere consilium
- 1552 De Crepitu ventris problemata
- 1553 Commentariolum in Terentii Eunuchum
- 1553 Wie man sich vorhalten vnnd bewaren sol in den Heuseren, in welchen jemandes an der pestilentz gestorben ist. Auff das es nicht leichtlich einreissen vnd weiter schaden thun möge (Google Books)
- 1555 Fabulae
- 1555 P. Terentii Afri fabulae: editionis postremae et longe emendatissimae
- 1560 Iuditia urinarum Doctoris Iodoci Wilichii Medici doctissimi & celeberrimi
- 1561 Erotemata Dialectices
- 1582 Urinarum probationes illustr[atae] scholis medicis Hieron[imi] Reusneri. Basel (Digitalisat)